# Bartosz Rdułtowski
Bartosz Rdułtowski (ur. 1973 w Krakowie) – polski publicysta i badacz militarnych zagadek.

## Życiorys
Zajmuje się historią wojskowości, a głównie historią tajnych projektów wojskowych, począwszy od II wojny światowej aż po czasy współczesne. Znany jest głównie z książek demaskujących kilka opowieści o niemieckiej Wunderwaffe (jak: V-7, Haunebu czy projekt Die Glocke) jako powojenne mity i mistyfikacje. W jednym ze swoich śledztw przedstawiał argumenty, że zdarzenie w Emilcinie – najsłynniejszy polski przypadek domniemanego kontaktu z UFO – jest mistyfikacją. Wiele miejsca w swojej twórczości poświęcił też tajemnicom Gór Sowich i projektu Riese. Jest autorem wielu artykułów i kilkudziesięciu książek. Twórca i wydawca „Militarnych sekretów” – serii książek o tematyce wojenno-historycznych zagadek. Współautor filmu dokumentalnego Tajemnica Riese. Współpracował m.in. z czasopismem „Wiedza i Życie – Inne Oblicza Historii”. Z wykształcenia farmaceuta (CMUJ).

## Publikacje książkowe
- Z archiwum tajnych technologii lotniczych, wyd. Technol, Kraków 2001, ISBN 83-916111-0-8.
- Syndrom V-7, wyd. Technol, Kraków 2003, ISBN 83-916111-1-6.
- Bitwa o prędkość i pułap: Samoloty Serii X (cz.1), Wyd. Technol, Kraków 2005, ISBN 83-916111-2-4.
- Strefa antygrawitacji, wyd. Technol, Kraków 2005, ISBN 83-916111-3-2.
- Zapomniana tajemnica Strefy 51, wyd. Technol, Kraków 2006, ISBN 978-83-60762-06-6.
- Ostatni sekret Wunderwaffe – cz.1, wyd. Technol, Kraków 2007, ISBN 978-83-60762-04-2.
- Podziemne tajemnice Gór Sowich – cz.1, wyd. Technol, Kraków 2007, ISBN 978-83-60762-01-1.
- W kręgu tajemnic Riese, Wyd. Technol, Kraków 2008, ISBN 978-83-60762-07-3.
- Ostatni sekret Wunderwaffe – cz.2, wyd. Technol, Kraków 2008, ISBN 978-83-60762-09-7.
- Foo Fighters – tajna broń III Rzeszy?, wyd. Technol, Kraków 2008, ISBN 978-83-60762-10-3.
- Utajnione incydenty zimnej wojny – cz.1, wyd. Technol, Kraków 2009, ISBN 978-83-60762-12-7.
- Tropem tajemnic Riese, wyd. Technol, Kraków 2010, ISBN 978-83-60762-21-9.
- Podziemne tajemnice Gór Sowich – cz.2, wyd. Technol, Kraków 2011, ISBN 978-83-60762-25-7.
- Podziemne tajemnice Gór Sowich – cz.3, wyd. Technol, Kraków 2011, ISBN 978-83-60762-26-4.
- Ostatni sekret Wunderwaffe – cz.3, wyd. Technol, Kraków 2011, ISBN 978-83-60762-32-5.
- Nachkriegsgeheimnisse des Eulengebirges, wyd. Technol, Kraków 2012, ISBN 978-83-60762-36-3.
- Auf der Spur der Wunderwaffe aus Eulengebirge, wyd. Technol, Kraków 2012, ISBN 978-83-60762-38-7.
- The Hunt for Wunderwaffe, wyd. Technol, Kraków 2012, ISBN 978-83-60762-37-0.
- The postwar secrets of the Owl Mountains, wyd. Technol, Kraków 2012, ISBN 978-83-60762-35-6
- Tajne operacje. PRL i UFO, wyd. Technol, Kraków 2013, ISBN 978-83-60762-47-9.
- Zaginiony konwój do "Riese", wyd. Technol, Kraków 2015, ISBN 978-83-60762-56-1.
- Tajny zamek Książ – cz.1, wyd. Technol, Kraków 2016, ISBN 978-83-60762-60-8.
- Niewyjaśnione raporty lotników, wyd. Technol, Kraków 2017, ISBN 978-83-60762-62-2.
- Wirtualny spisek, wyd. Technol, Kraków 2018, ISBN 978-83-60762-64-6
- Tajny zamek Książ – cz.2, wyd. Technol, Kraków 2021, ISBN 978-83-60762-69-1.
- Kryptonim V-7 – cz.1, wyd. Technol, Kraków 2021, ISBN 978-83-60762-68-4.
- Kryptonim V-7 – cz.2, wyd. Technol, Kraków 2021, ISBN 978-83-60762-73-8.
- Kryptonim V-7 – cz.3, wyd. Technol, Kraków 2022, ISBN 978-83-60762-75-2.
- Riese – początek tajemnicy, wyd. Technol, Kraków 2022, ISBN 978-83-60762-77-6.
- Riese – kulisy tajnej operacji, wyd. Technol, Kraków 2022, ISBN 978-83-60762-78-3
- Sprzymierzeniec, wyd. Technol, Kraków 2024, ISBN 978-83-60762-84-4.